# Riddarhuspalatset
Riddarhuspalatset, vardagligt Riddarhuset, är ett palats uppfört 1641–1674  vid Riddarhustorget 10 i kvarteret Hercules Gamla stan i Stockholm, som ägs och förvaltas av Sveriges ridderskap och adel. Riddarhuspalatset var från 1670-talet och fram till representationsreformen 1866 sätet för det svenska adelsståndet.
Riddarhuset är öppet för allmänheten och arrangerar bland annat guidade visningar och konserter. Palatset används även för privata tillställningar. 

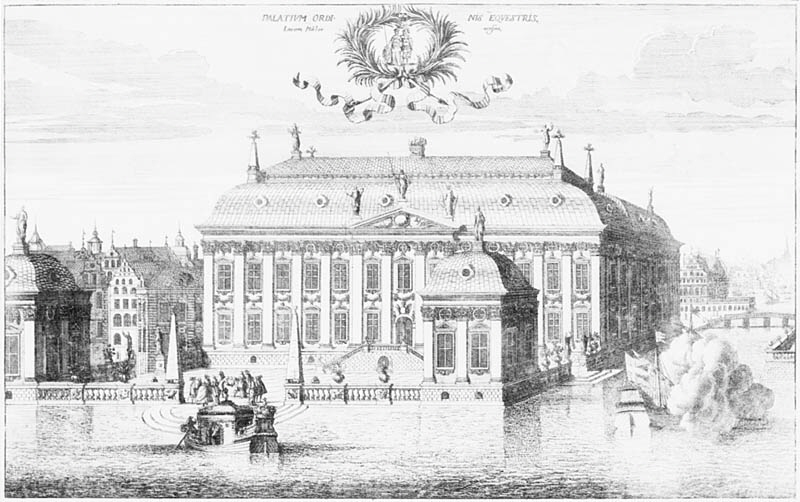
Plan för riddarhuset från sjösidan på 1600-talet. Etsning av Johannes van den Aveelen.

Marken där Riddarhuset idag nu står hade ursprungligen inköpts av Axel Oxenstierna och han hade först tänkt att bygga sitt eget palats där. När Oxenstierna insåg att läget var bra för ett planerat Riddarhus sålde han tomten för 3 000 riksdaler år 1641. Under den utdragna byggperioden var ett antal arkitekter engagerade.Den som först fick uppdraget var den från Frankrike invandrade Simon de la Vallée. Riddarhusbyggnaden är byggd i klassisk senrenässans och byggnaden är, utom vad beträffar taket, ganska nära kopierad efter Mauritshuis i Haag, men byggnaden har även många detaljer som är hämtade från dåtidens italienska arkitektur.
Efter Simon de la Vallées död 1642 blev den tyske stenhuggaren Heinrich Wilhelm under en tioårsperiod ansvarig för bygget och han fortsatte arbetet. Efter att också denne avlidit 1652 inkallades den nederländske arkitekten Justus Vingboons (en bror till arkitekten Philip Vingboons). Det var, enligt Ragnar Josephson, ”Vingboons som satte den definitiva prägeln på huset; plan, indelning, proportion och dekoration härröra i främsta rummet från honom.” Vingboons blev dock avskedad och återsänd till Nederländerna i juni 1656, varefter Jean de la Vallée, son till Simon, avslutade uppförandet.
Den ursprungliga planen var att två flyglar skulle inrama den stora tomten i öster och väster, varför tomten också blivit tilltagen så stor, att nästan hela nuvarande Riddarhustorget varit adelns tillhörighet. Byggnaden blev inte fullt avslutad förrän Karl XI övertog regeringen och har sedan dess tagits i anspråk av "ridderskapet och adeln" för deras sammankomster och gemensamma förvaltning. Portalen på den norra fasaden har satts upp efter Jean de la Vallées ursprungliga ritningar, daterade 1660.
Byggnaden var ett tidigt exempel på den brytning med den holländska manierismen som svensk arkitektur tidigare hade varit orienterad mot (en byggnadsstil som till exempel slottet Makalös var en exponent för). Riddarhuset är till större del utformat i fransk klassicism, men med rundfönster under takfrisen och med ett originellt tvådelat tak med svängd nedre profil som skulle komma att bilda förlaga för det typiskt svenska säteritaket. Det speciella taket skapades av Jean de la Vallée och förekommer inte på tidigare ritningar eller förslag. Huvudfasaden i ljus gotländsk sandsten och lokalt tegel har pilastrar i korintisk ordning. Interiört finns intressanta 1600-talsinredningar och en monumental trapphall med trappor i öländsk kalksten, också av Jean de la Vallée. Det hänger 2334 vapensköldar i Riddarhuset, men bara 656 av ätterna räknas som levande ätter.
Byggnaden har sedan i omgångar byggts om och förändrats både exteriört och interiört; den största förändringen skedde 1870 då huset fick fristående flyglar, som ritades av arkitekten Adolf W. Edelsvärd. På 1910-talet planterades förgården i söder. Tidigare hade Riddarhuset varit i direkt kontakt med Riddarhustorget.

## Huvudfasader
| Riddarhuset från Riddarholmsbron (t.v.) Riddarhuset sett från Riddarhuskajen från sjösidan (t.h.). |  | Riddarhuset från Riddarholmsbron (t.v.) Riddarhuset sett från Riddarhuskajen från sjösidan (t.h.). |
| Riddarhuset från Riddarholmsbron (t.v.) Riddarhuset sett från Riddarhuskajen från sjösidan (t.h.). |  | |

### Fasadutsmyckningar
Ovanpå mittrisaliterna på bägge långsidorna står tre statyer av sandsten. På den norra sidan (mot Norrström) finns en antik krigare med riddarkedja, antagligen en personifiering av Ridderskapet (Ordo equester). Krigaren är omgiven av Prudentia och Herkules med klubba och lejonhud, som representerar hjältemodet (Virtus heroica). Mittrisaliten på södra sidan (mot Riddarhustorget) finns en kvinnofigur som representerar Nobilitas, adeln, och som står mellan en man och kvinna som kan tolkas som det militära och civila studiet. Dessa är liksom relieferna i frontonerna utförda av bildhuggaren Henrik Lichtenberg.
På var sida av takåsen finns personifieringar av Riddarhusets motto Arte et Marte, där Arte, ablativ av Ars, eller konsten representeras av Minerva som i denna gestalt bär ett kors förutom en bok. De är utförda i bly av bildhuggaren Johan Baptista Dusart. De fyra obeliskerna som står i den övre takavsatsens hörn byggdes för att fungera som skorstenar.

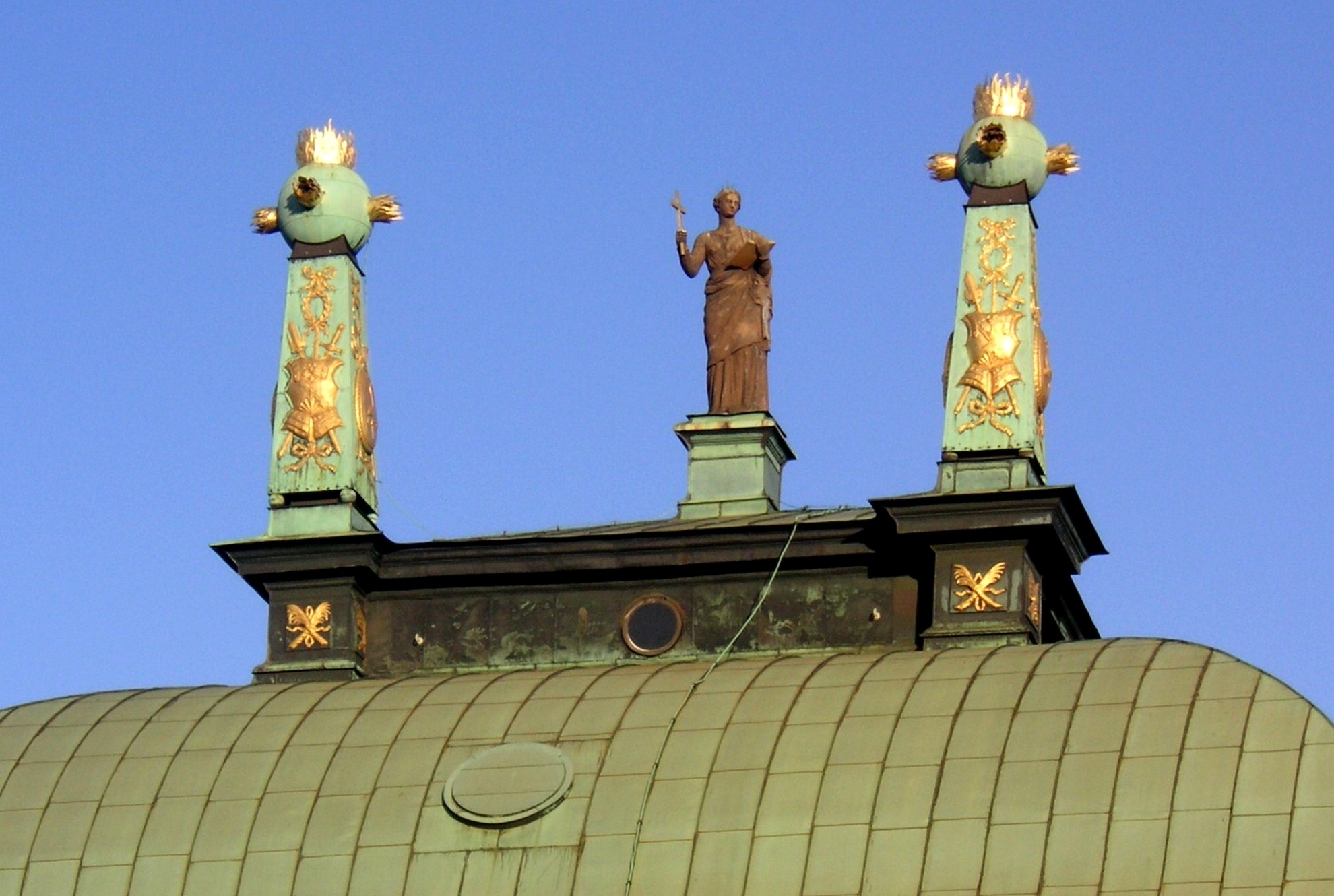
Minerva och två av fyra obelisker
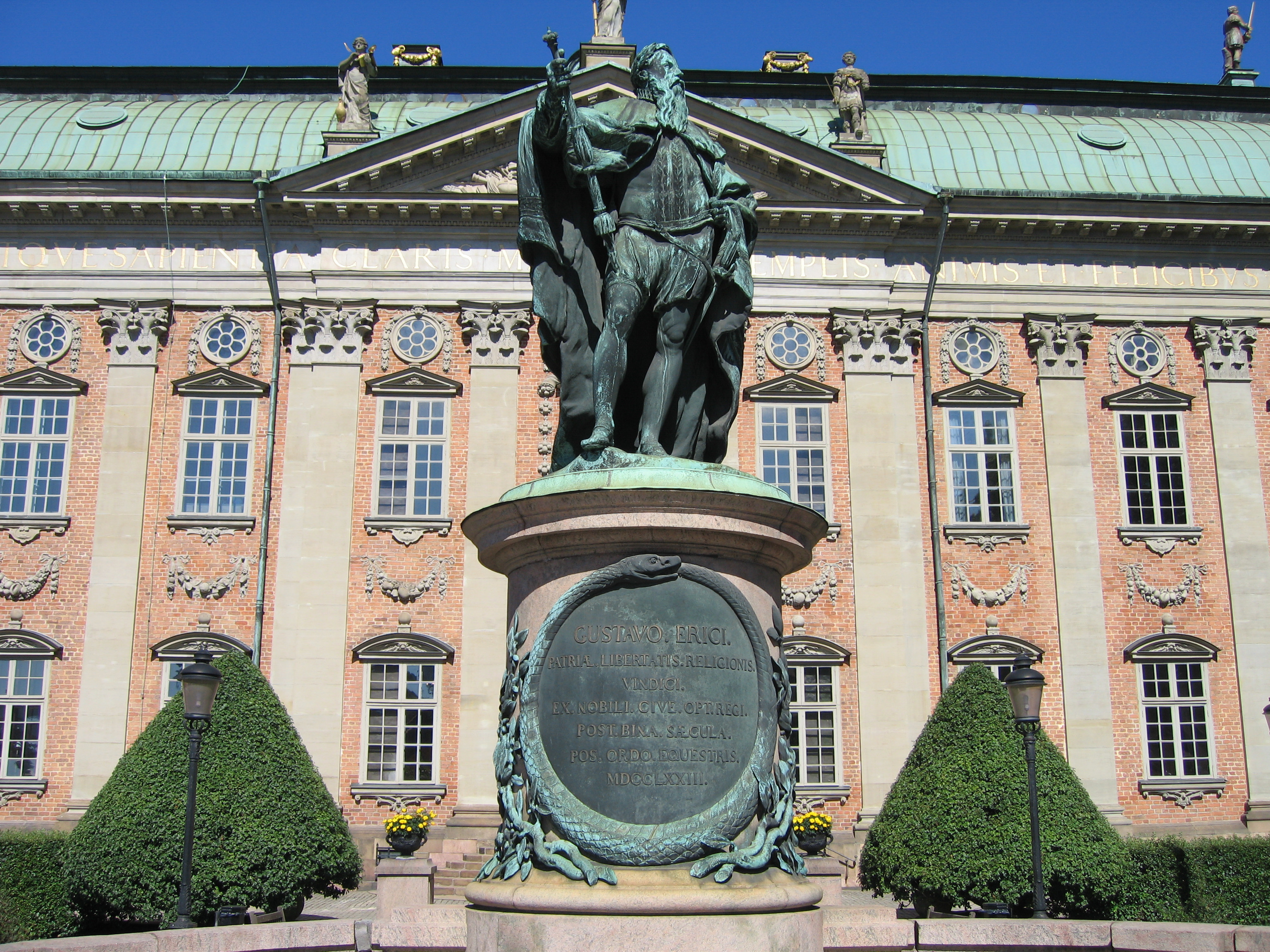
Statyn över Gustav Vasa
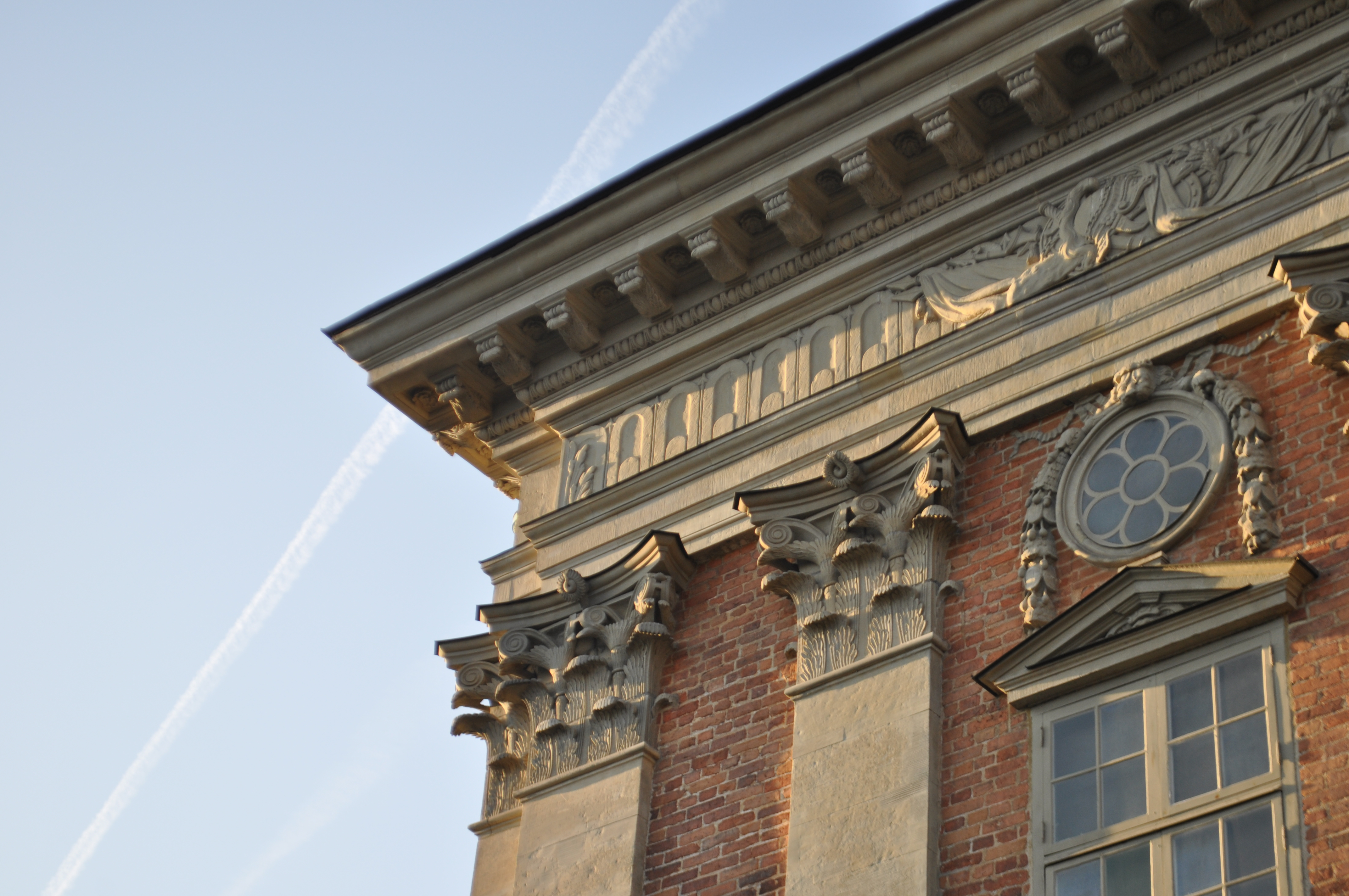
Detalj av fasaden
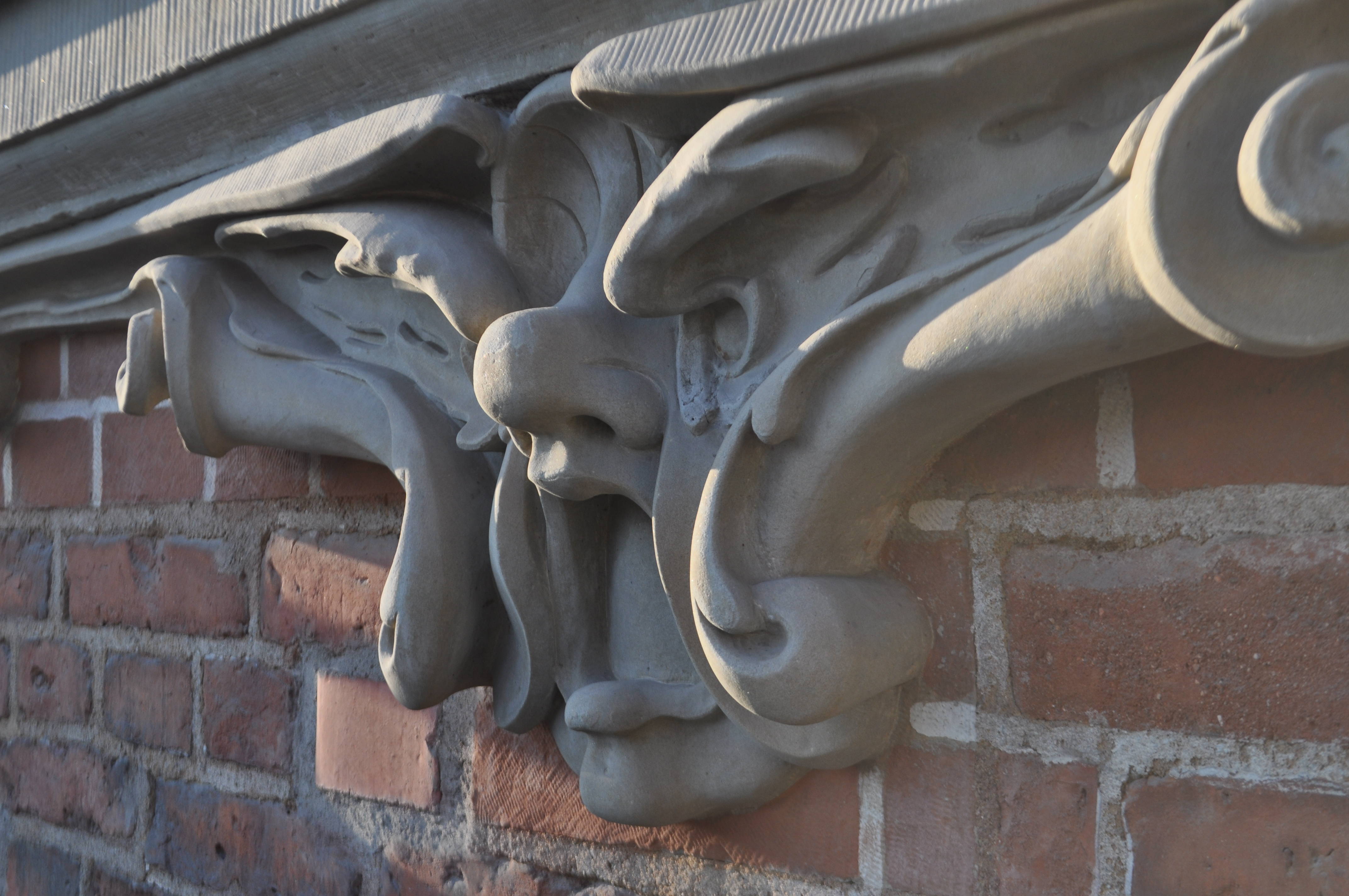
Detalj av fasaden
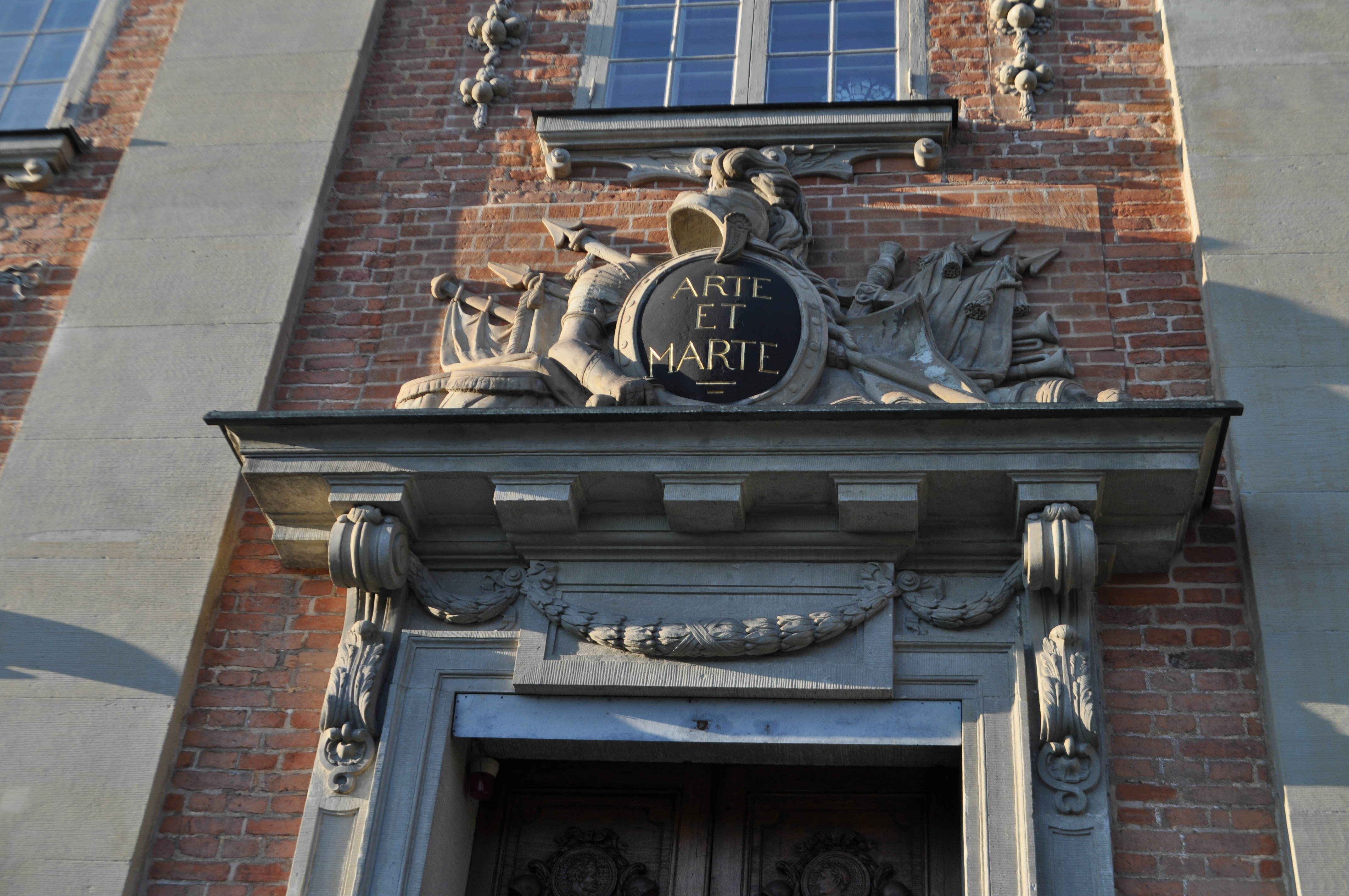
Detalj av entréns stenomfattning
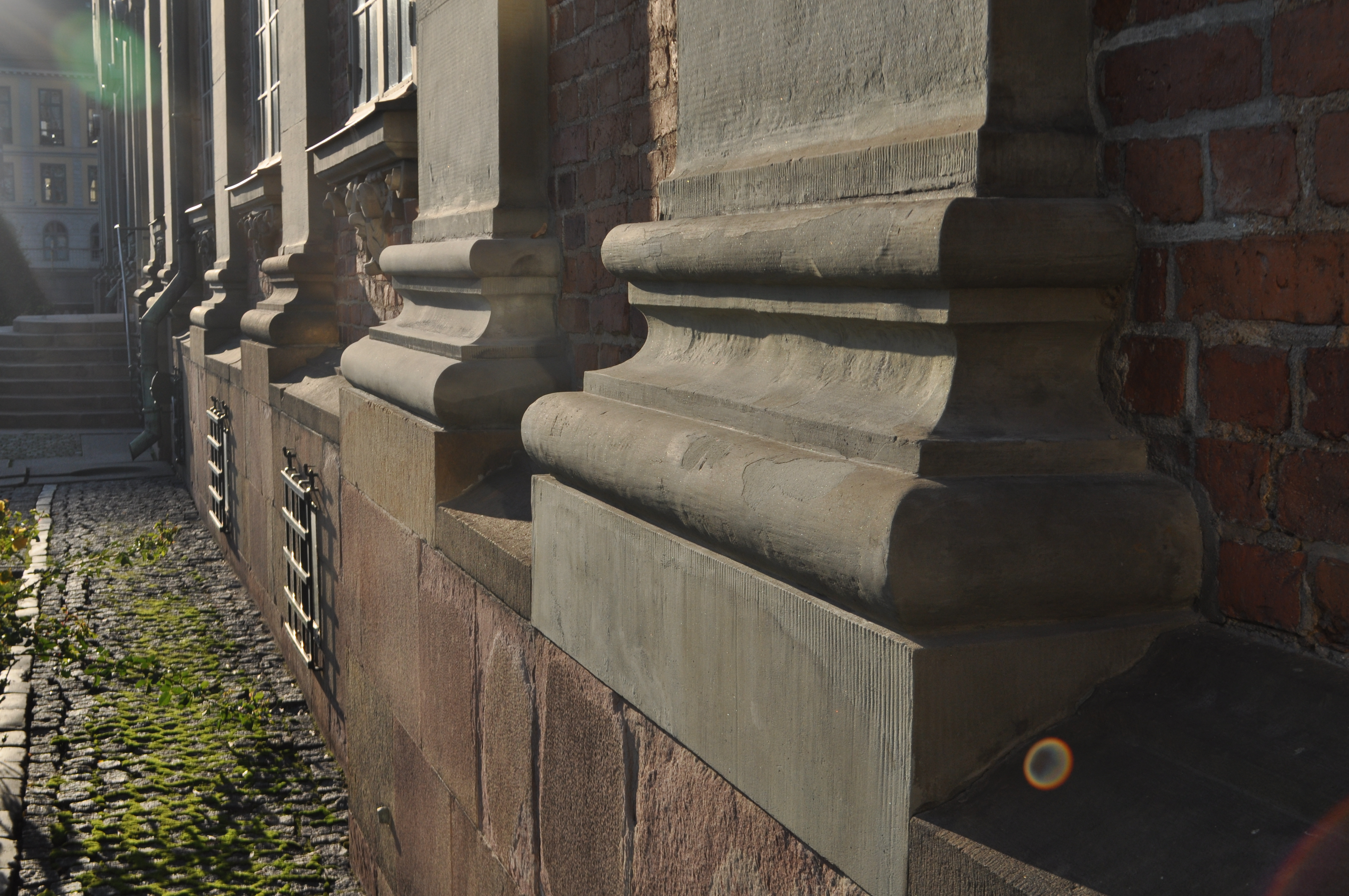
Pilastrarnas baser

### Latinska motton på fasaden[8]

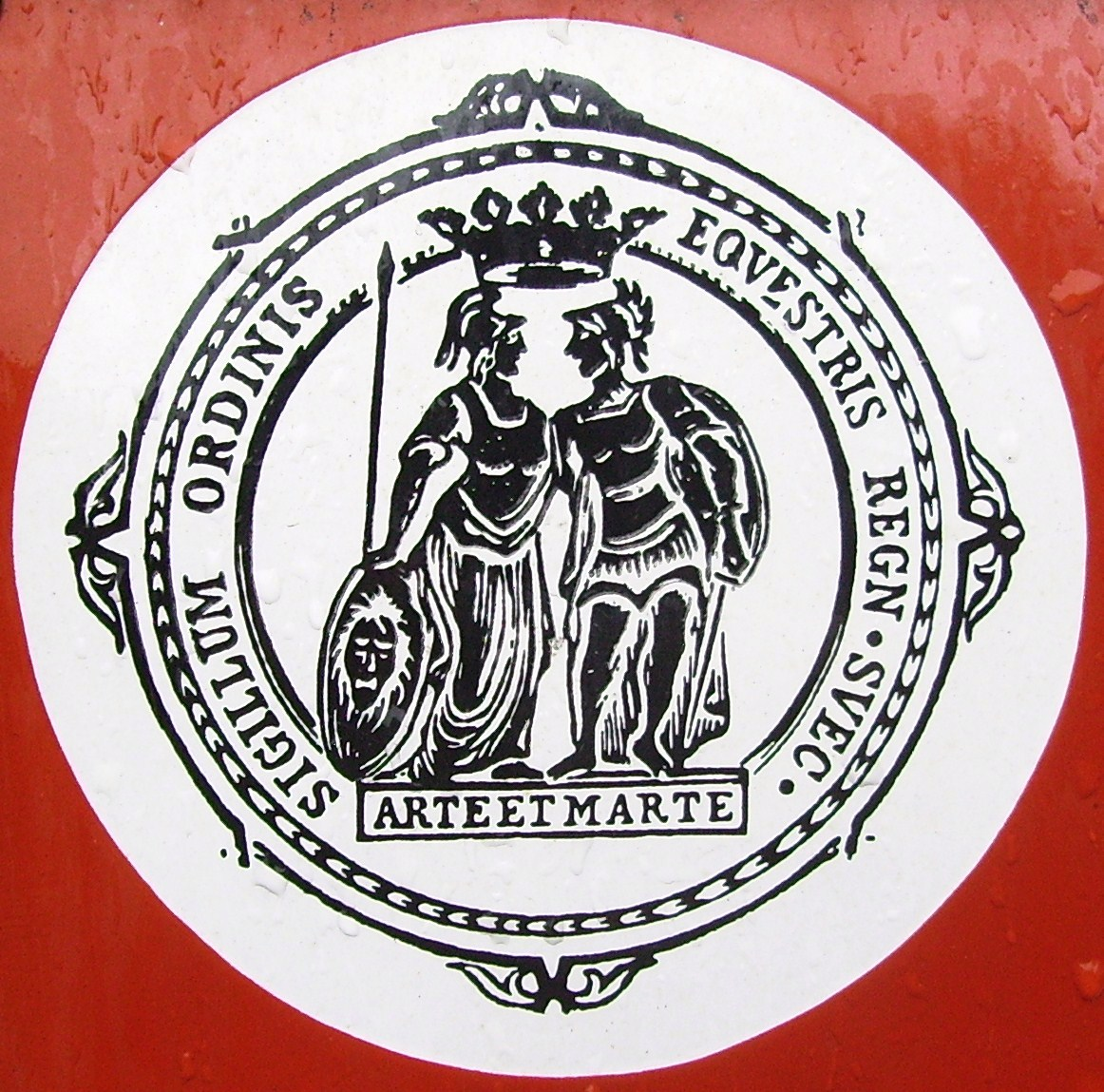
Ridderskapet och adelns sigill

Runt huset löper flera sentenser på latin. Dessa är:
| ” | PALATIVM ORDINIS EQVESTRIS CONSILIO ATQVE SAPIENTIA CLARIS MAIORVM EXEMPLIS ANIMIS ET FELICIBVS ARMIS ARTE ET MARTE DVLCE ET DECORVM EST PRO PATRIA MORI PER LABORES ITVR AD HONORES FORTITVDO CIVIVM PRAECIPVVM REGNI FIRMAMENTVM DIVINO SINE NVMINE FAVSTVM EST NIHIL | „ |

Vilket på svenska betyder:
| ” | Ridderskapets palats Med tanke och vishet Efter förfäders lysande exempel Med lyckosamma sinnen och vapen Med fredlig id och krigisk bragd Det är ljuvt och passande att dö för fosterlandet Genom strävan gås det mot heder Medborgarnas styrka är rikets främsta bas Utan gudomlig vilja är inget gynnsamt | „ |

## Interiörer

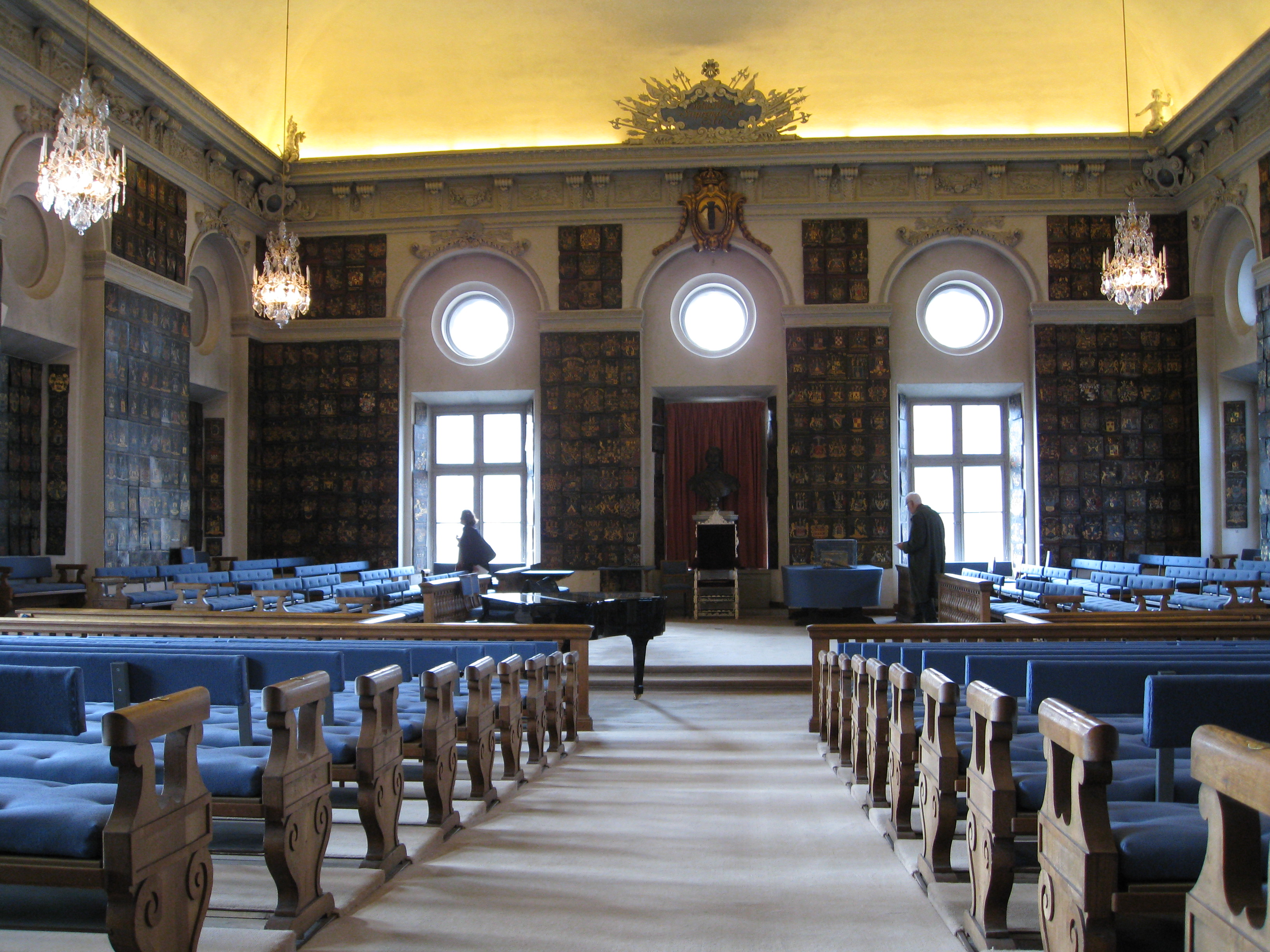
Riddarhussalen
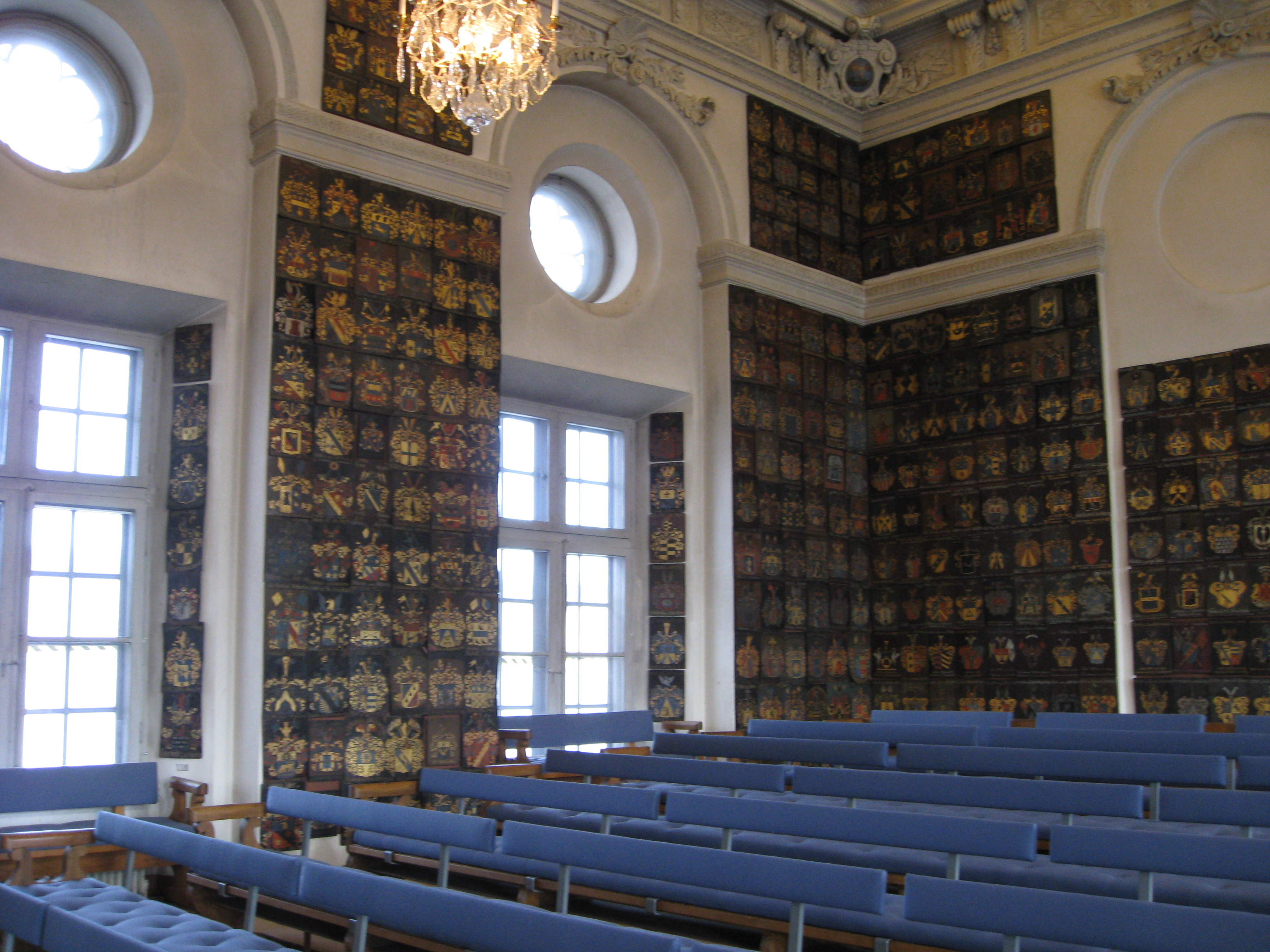
Ridderskapets vapensköldar
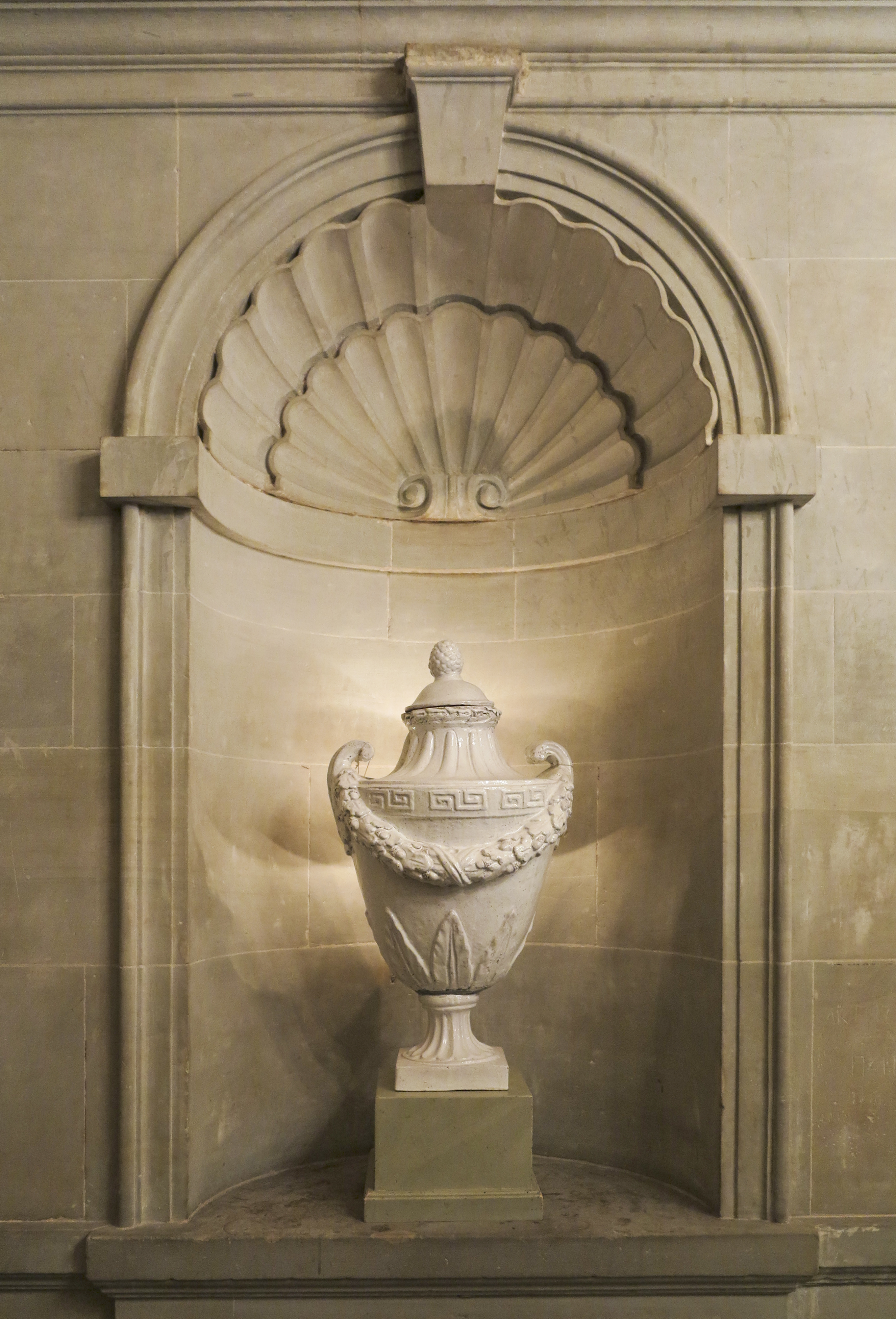
Urna i entrén
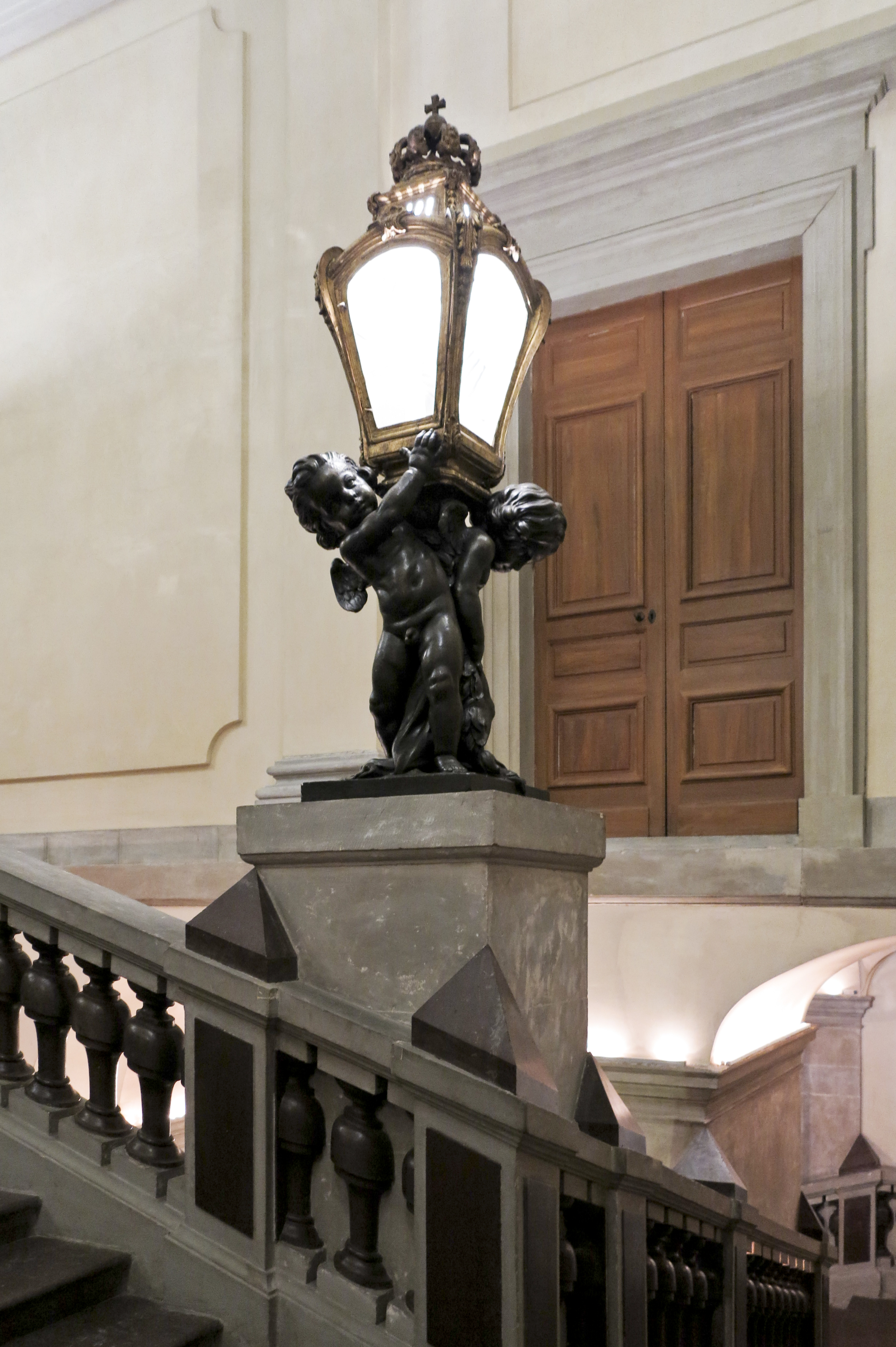
Belysning i trappan
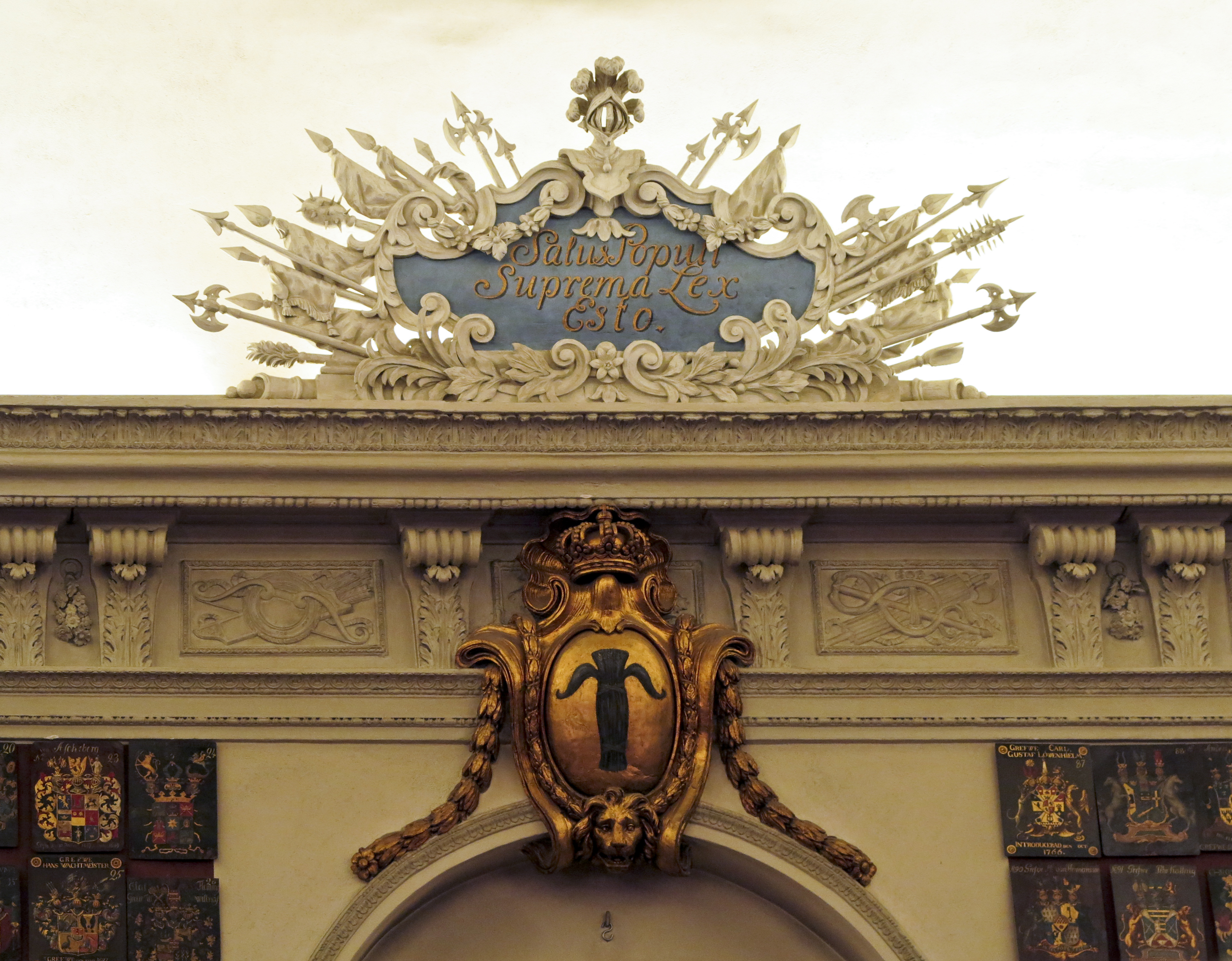
Salus Populi Suprema Lex Esto (Sv.; ’’Folkets väl vare den högsta lagen’’)
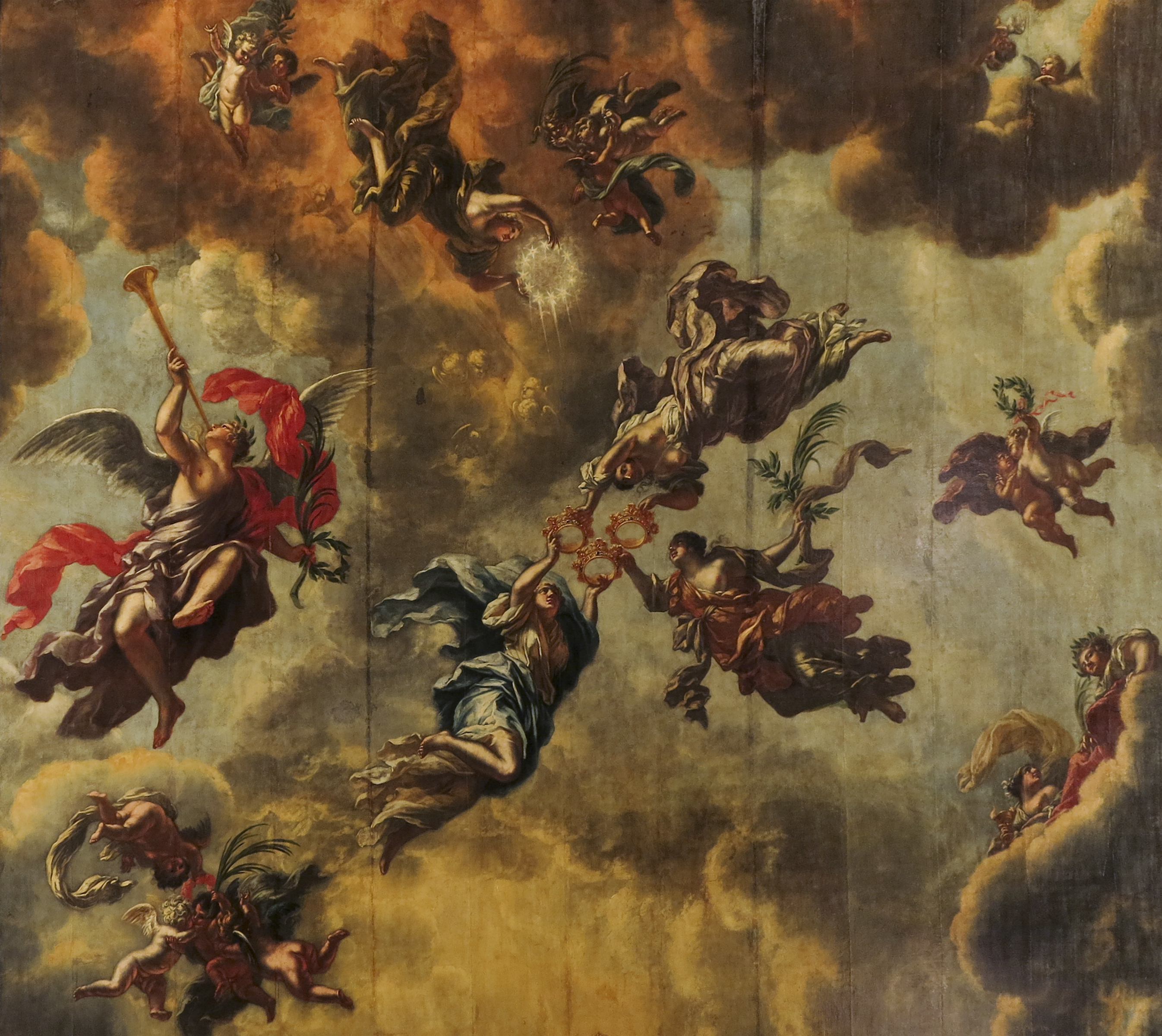
Plafond, detalj

## Riddarhusets övriga fastighetsinnehav
Utöver palatset i Stockholm äger och förvaltar organisationen Riddarhuset bland annat Löfstads och Kronovalls slott, herrgårdarna Föllingsö, Stjärnevik och Hornsberg, samt egendomarna Mellbyn och Apelås.